# Національний день Саудівської Аравії
Національний день Королівства Саудівська Аравія (араб. اليوم الوطني للمملكة العربية السعودية — Аль-Яом аль-Ватані) — 23 вересня — Національне свято Саудівської Аравії.
23 вересня знаменує об'єднання Неджда та Хіджаза. У 1932 ці два регіони стали єдиним Королівством Саудівська Аравія на чолі з королем Абдул-Азізом Аль Саудом.
У багатьох випадках національне свято Саудівської Аравії триває більше одного дня.

## Логотип
У 2018 Міністерство інформації вперше виступило з гаслом Національного дня.